# فلیکس تومی
فلیکس تومی (انگلیسی: Félix Tomi؛ زادهٔ ۳۱ اوت ۲۰۰۰) بازیکن فوتبال است.
از باشگاه‌هایی که در آن بازی کرده‌است می‌توان به باشگاه فوتبال آژاکسیو اشاره کرد.